# آنی پطروسیان
آنی لوونی پطروسیان (ارمنی: Անի Լևոնի Պետրոսյան؛ انگلیسی: Ani Petrosyan زادهٔ ۲۹ سپتامبر ۱۹۸۱) بازیگر اهل ارمنستان است.

## زندگی‌نامه
وی در ۲۹ سپتامبر ۱۹۸۱ در لنیناکان به دنیا آمد و از انستیتو دولتی سینما و تئاتر ایروان فارغ‌التحصیل شد.  پتروسیان هم‌اکنون در فرهنگستان دولتی تئاتر سوندوکیان فعالیت می‌کند.

## گزیده فیلمشناسی
از فیلم‌ها یا برنامه‌های تلویزیونی که وی در آن نقش داشته است می‌توان به مسیر رؤیایی ما اشاره کرد.